# Влчек, Станислав
Ста́нислав Влчек (чеш. Stanislav Vlček; род. 26 февраля 1976, Влашим, Чехословакия) — чешский футболист, в настоящее время — начальник команды в пражской «Славии».

## Клубная карьера
Выступал за чешские клубы «Богемианс», «Ческе-Будеёвице», «Сигму», «Славию», в 2004 году — за московское «Динамо». В предварительном раунде Лиги Чемпионов 2007/08 забил два мяча в ворота «Аякса», благодаря чему его «Славия» вышла в групповой турнир. В декабре 2007 года подписал контракт с «Андерлехтом» на 2,5 года.
В 2009 году вернулся в «Славию», где сыграв 70 матчей и забив 6 мячей завершил карьеру футболиста. Однако, из «Славии» уходить не стал и остался в структуре клуба. В данный момент работает начальником команды.

## Карьера в сборной
За национальную сборную Чехии провёл 14 матчей. Был участником Евро-2008.

## Статистика выступлений за сборную
| Матчи Станислава Влчека за сборную Чехии | Матчи Станислава Влчека за сборную Чехии | Матчи Станислава Влчека за сборную Чехии | Матчи Станислава Влчека за сборную Чехии | Матчи Станислава Влчека за сборную Чехии | Матчи Станислава Влчека за сборную Чехии | Матчи Станислава Влчека за сборную Чехии |
| ---------------------------------------- | ---------------------------------------- | ---------------------------------------- | ---------------------------------------- | ---------------------------------------- | ---------------------------------------- | ---------------------------------------- |
| №                                        | Дата                                     | Оппонент                                 | Счёт                                     | Голы                                     | Соревнование                             |                                          |
| 1                                        | 8 февраля 2000                           | Мексика                                  | 2 : 1                                    | -                                        | Товарищеский матч                        |                                          |
| 2                                        | 16 августа 2000                          | Словения                                 | 0 : 1                                    | -                                        | Товарищеский матч                        |                                          |
| 3                                        | 25 апреля 2001                           | Бельгия                                  | 1 : 1                                    | -                                        | Товарищеский матч                        |                                          |
| 4                                        | 15 ноября 2006                           | Дания                                    | 1 : 1                                    | -                                        | Товарищеский матч                        |                                          |
| 5                                        | 24 марта 2007                            | Германия                                 | 1 : 2                                    | -                                        | Отборочный матч ЧЕ 2008                  |                                          |
| 6                                        | 8 сентября 2007                          | Сан-Марино                               | 3 : 0                                    | -                                        | Отборочный матч ЧЕ 2008                  |                                          |
| 7                                        | 12 сентября 2007                         | Ирландия                                 | 1 : 0                                    | -                                        | Отборочный матч ЧЕ 2008                  |                                          |
| 8                                        | 17 октября 2007                          | Германия                                 | 3 : 0                                    | -                                        | Отборочный матч ЧЕ 2008                  |                                          |
| 9                                        | 6 февраля 2008                           | Польша                                   | 0 : 2                                    | -                                        | Товарищеский матч                        |                                          |
| 10                                       | 27 мая 2008                              | Литва                                    | 2 : 0                                    | -                                        | Товарищеский матч                        |                                          |
| 11                                       | 7 июня 2008                              | Швейцария                                | 1 : 0                                    | -                                        | ЧЕ 2008. Групповая стадия                |                                          |
| 12                                       | 11 июня 2008                             | Португалия                               | 1 : 3                                    | -                                        | ЧЕ 2008. Групповая стадия                |                                          |
| 13                                       | 15 июня 2008                             | Турция                                   | 2 : 3                                    | -                                        | ЧЕ 2008. Групповая стадия                |                                          |
| 14                                       | 20 августа 2008                          | Англия                                   | 2 : 2                                    | -                                        | Товарищеский матч                        |                                          |

## Достижения
«Славия» Прага
- Чемпион Чехии : 2007/08